# Desert Research and Technology Studies

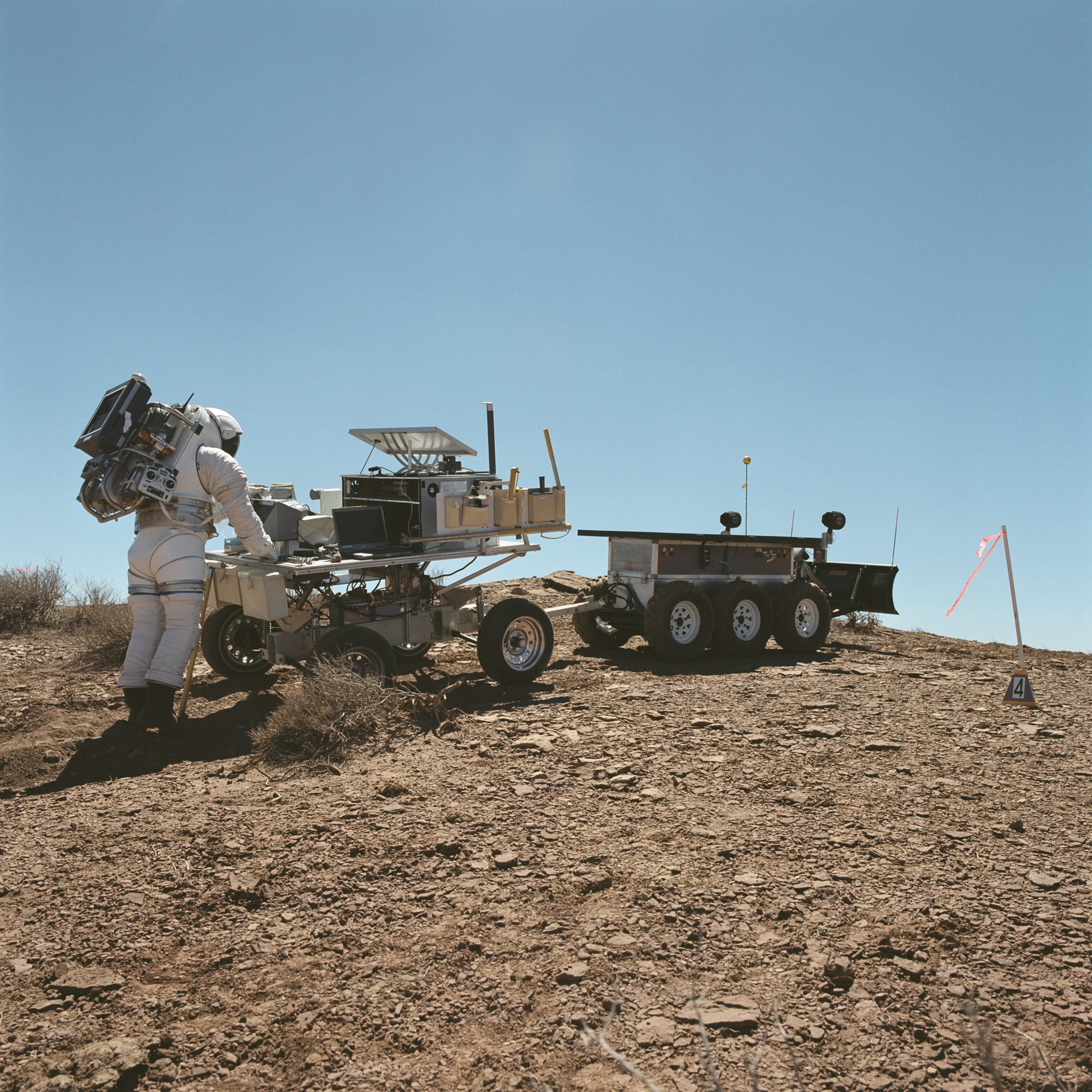
Dean Eppler, probando desde la parte trasera de un remolque durante la Desert RATS en 2004

Desert Research and Technology Studies —Desert RATS o D-RATS— (en español: Investigación y Estudios Tecnológicos del Desierto) son equipos de la NASA que realizan una serie de ensayos de campo anuales con los que tratan de probar y demostrar el funcionamiento de tecnología y sistemas que serán futuros candidatos para la exploración tripulada externa en superficies como la de la Luna, Marte u otros cuerpos rocosos externos.
Los estudios comenzaron a realizarse en el año 1997, haciéndose como en su momento entrenaron para la exploración lunar estilo Apolo los primeros astronautas en las décadas de 1960 y 1970. Las prácticas en campo son alrededor de dos semanas cada año, normalmente en septiembre, en lugares previamente elegidos que están cerca de Flagstaff (Arizona). En alguna ocasión también se han hecho pruebas cerca del cráter Barringer a 55 km al este de la ciudad de Flagstaff. Las actividades están diseñadas para probar los prototipos en superficies planetarias similares donde irán a realizar sus misiones, en condiciones climáticas duras relativamente y que se pueden practicarse en travesías de grandes distancias y durante uno o varios días.

## Participantes

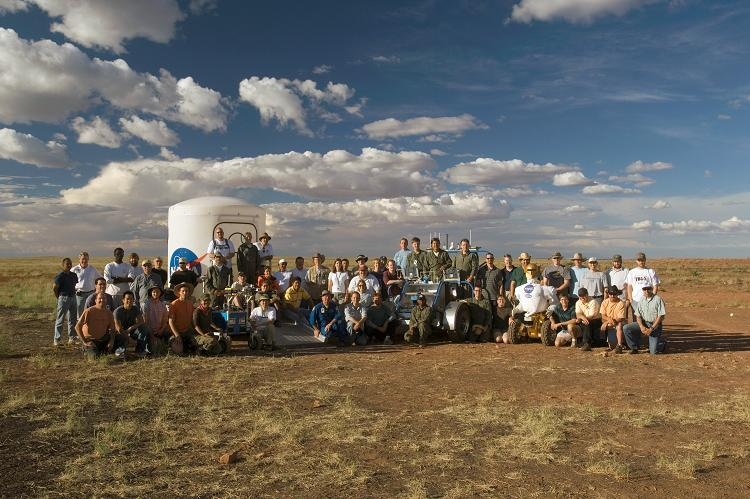
Parte del equipo de Desert RATS en 2006

## Galería de imágenes

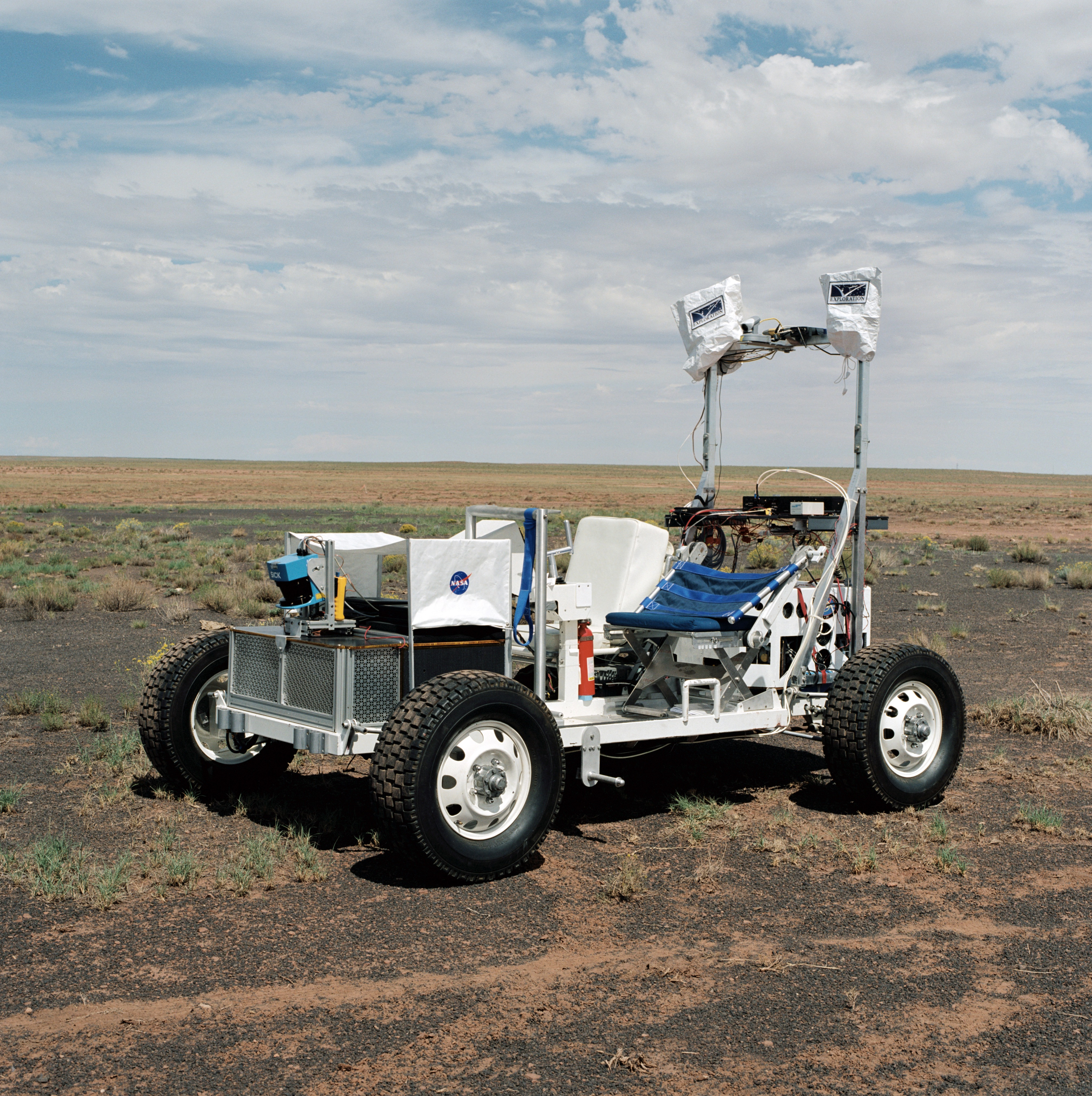
SCOUT Rover
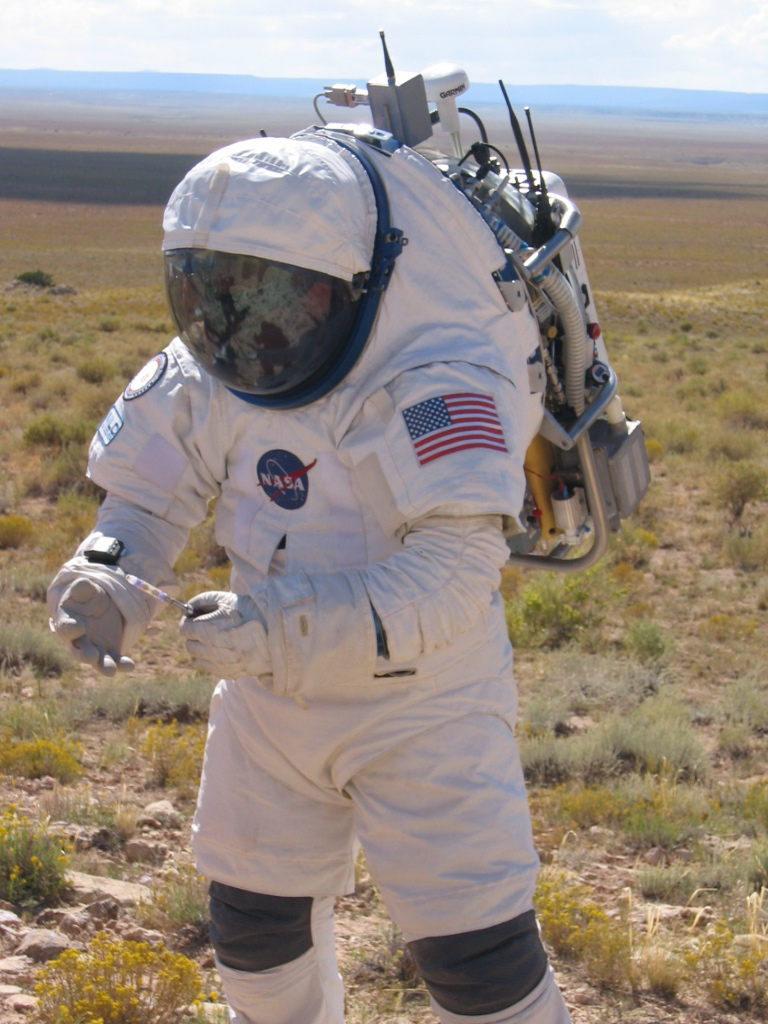
I-suit
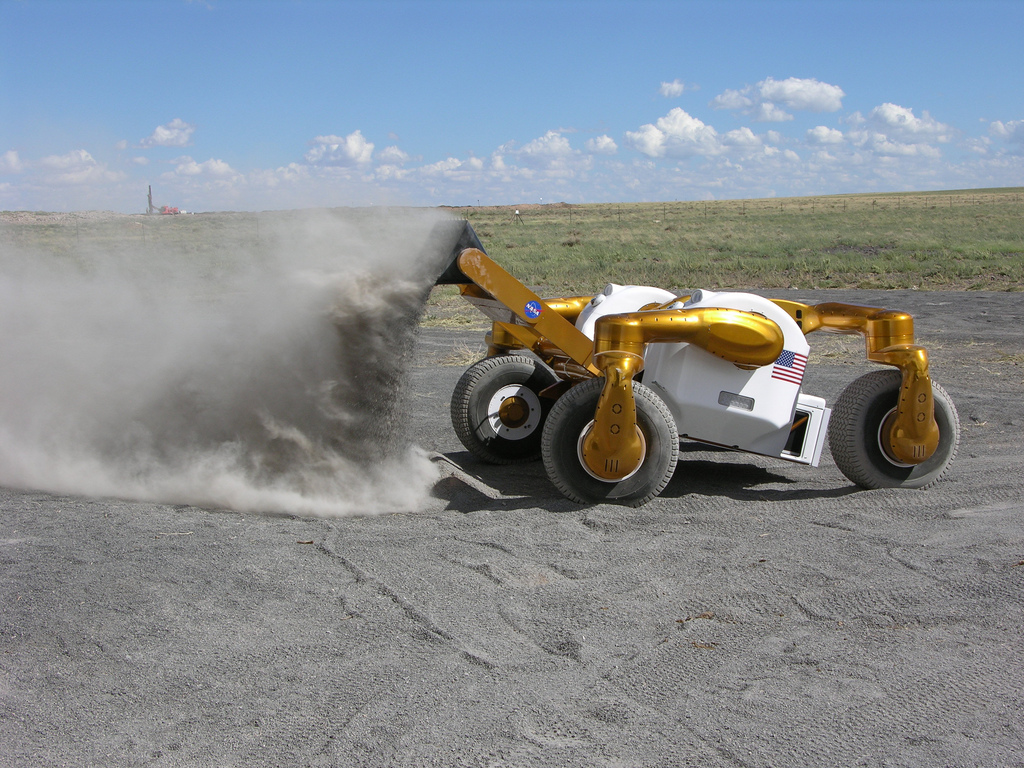
Centaur 2
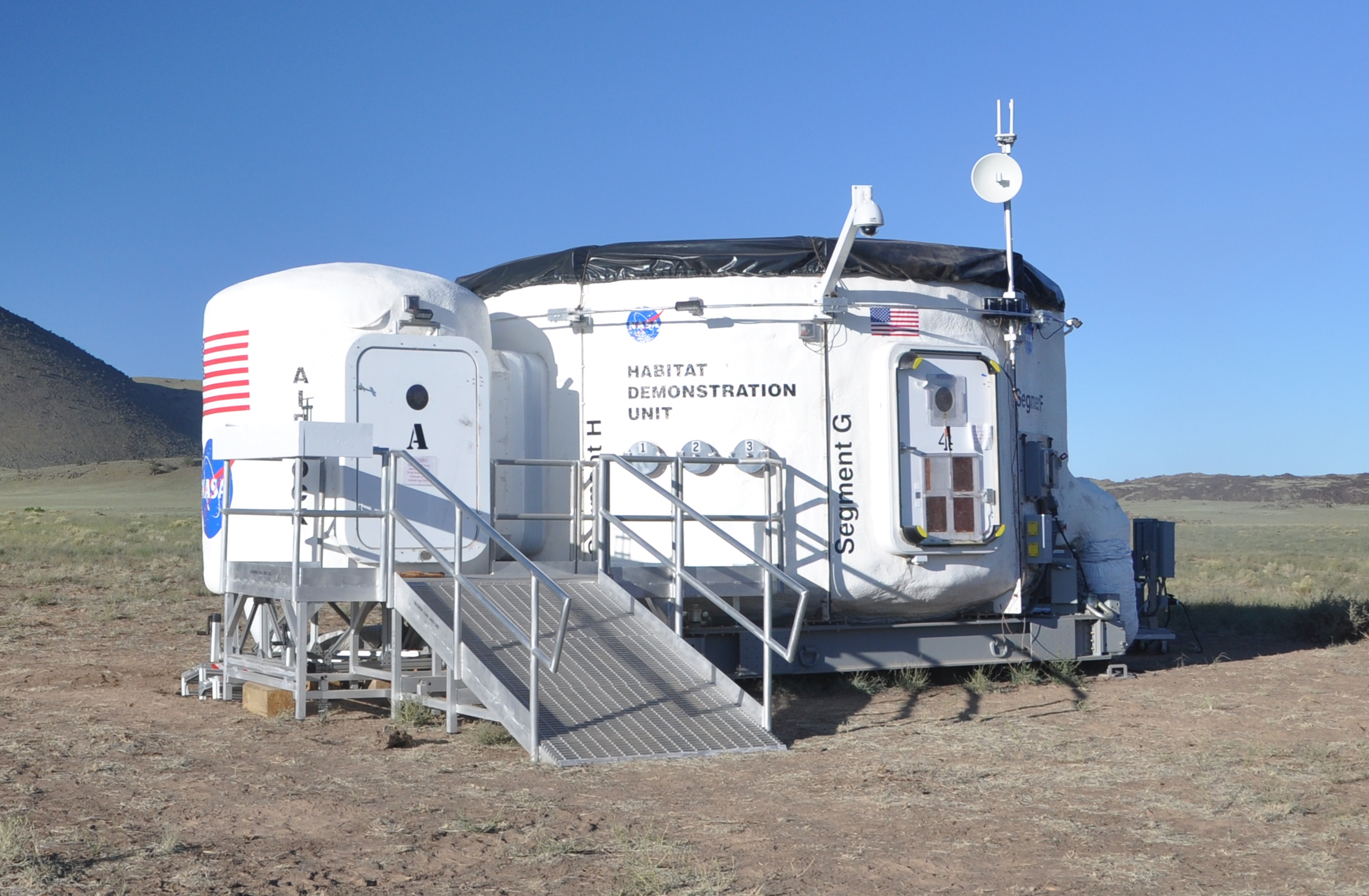
Habitat Demonstration Unit
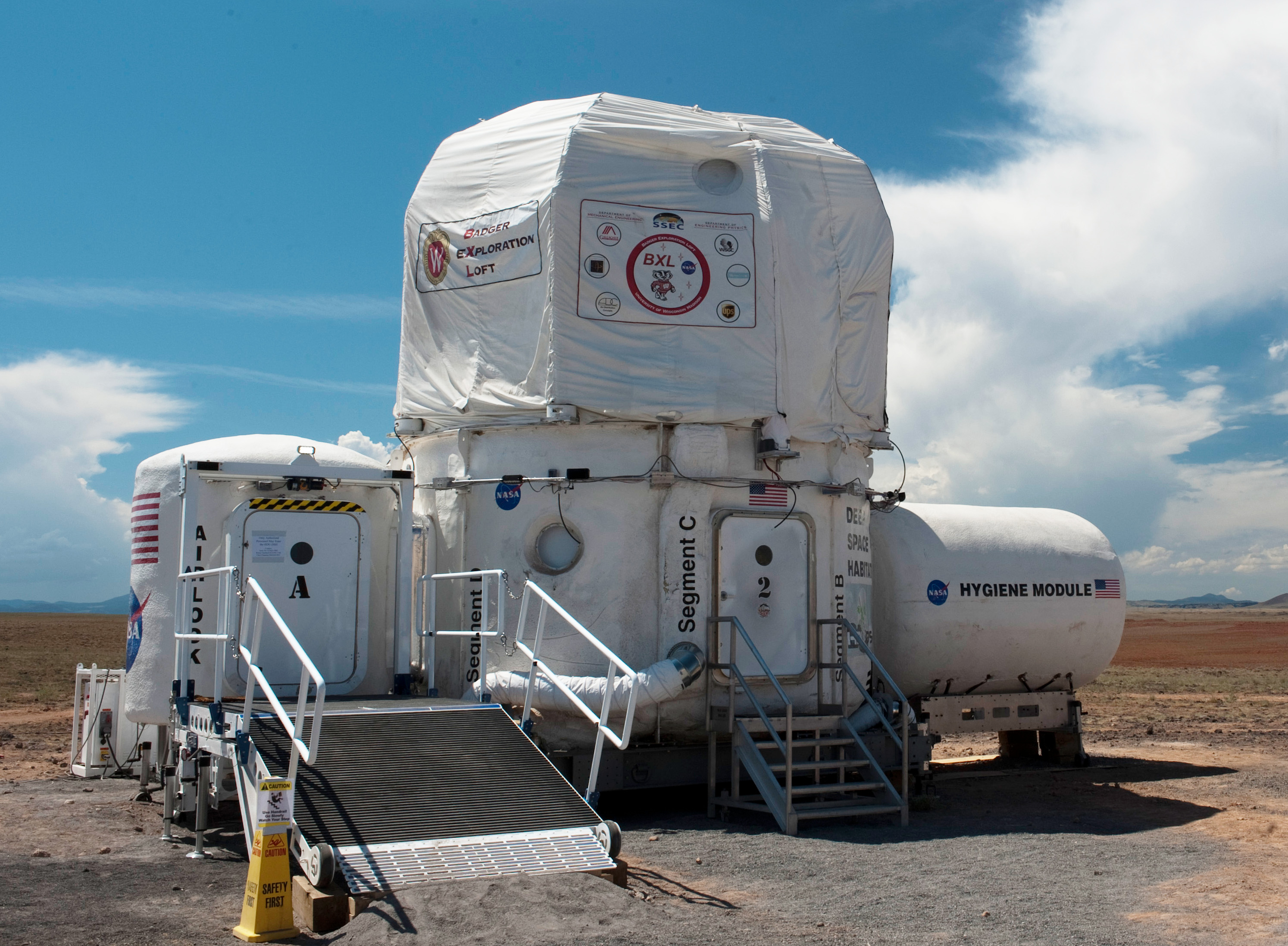
Habitat Demonstration Unit with X-Hab
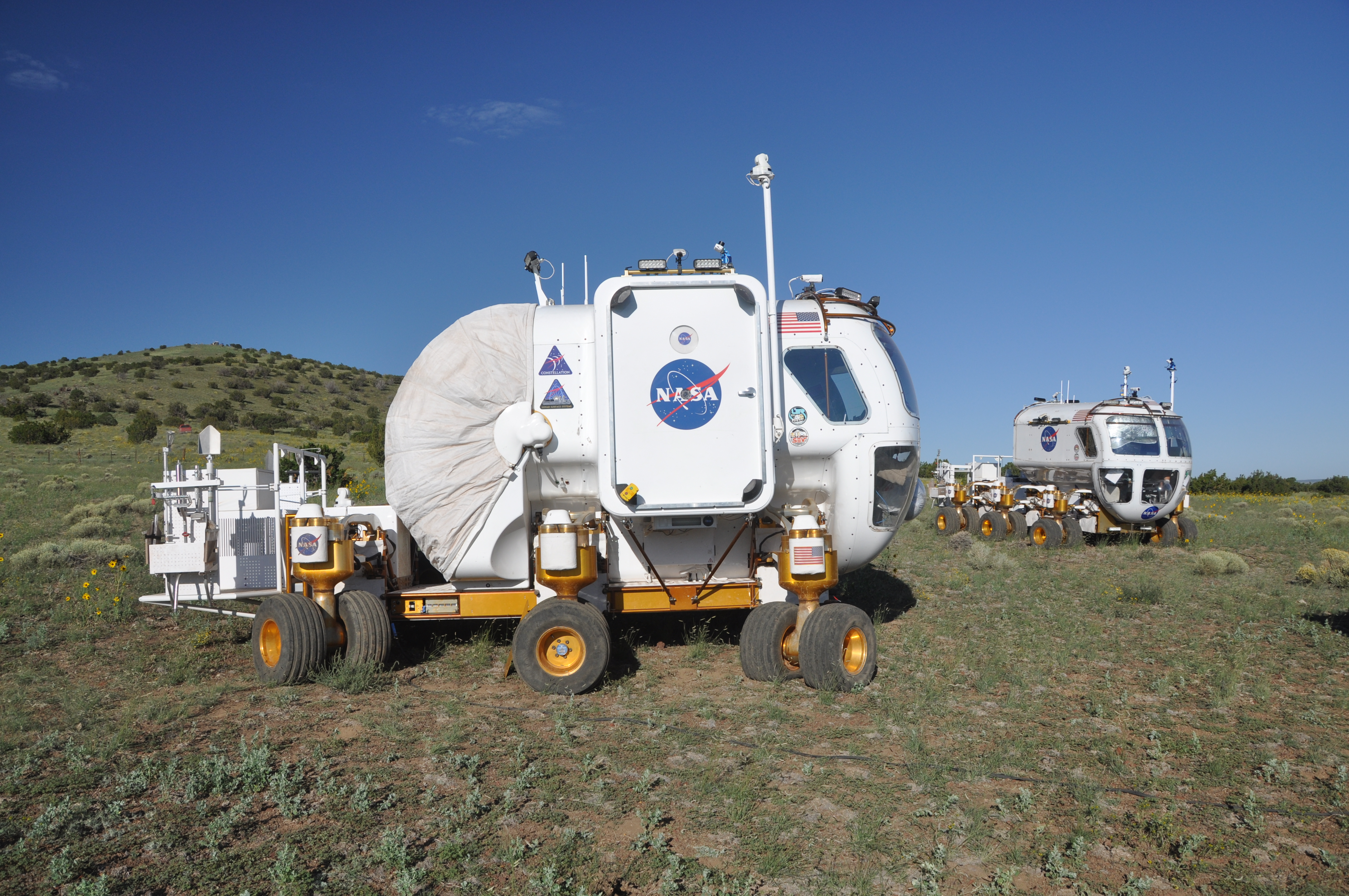
Space Exploration Vehicle
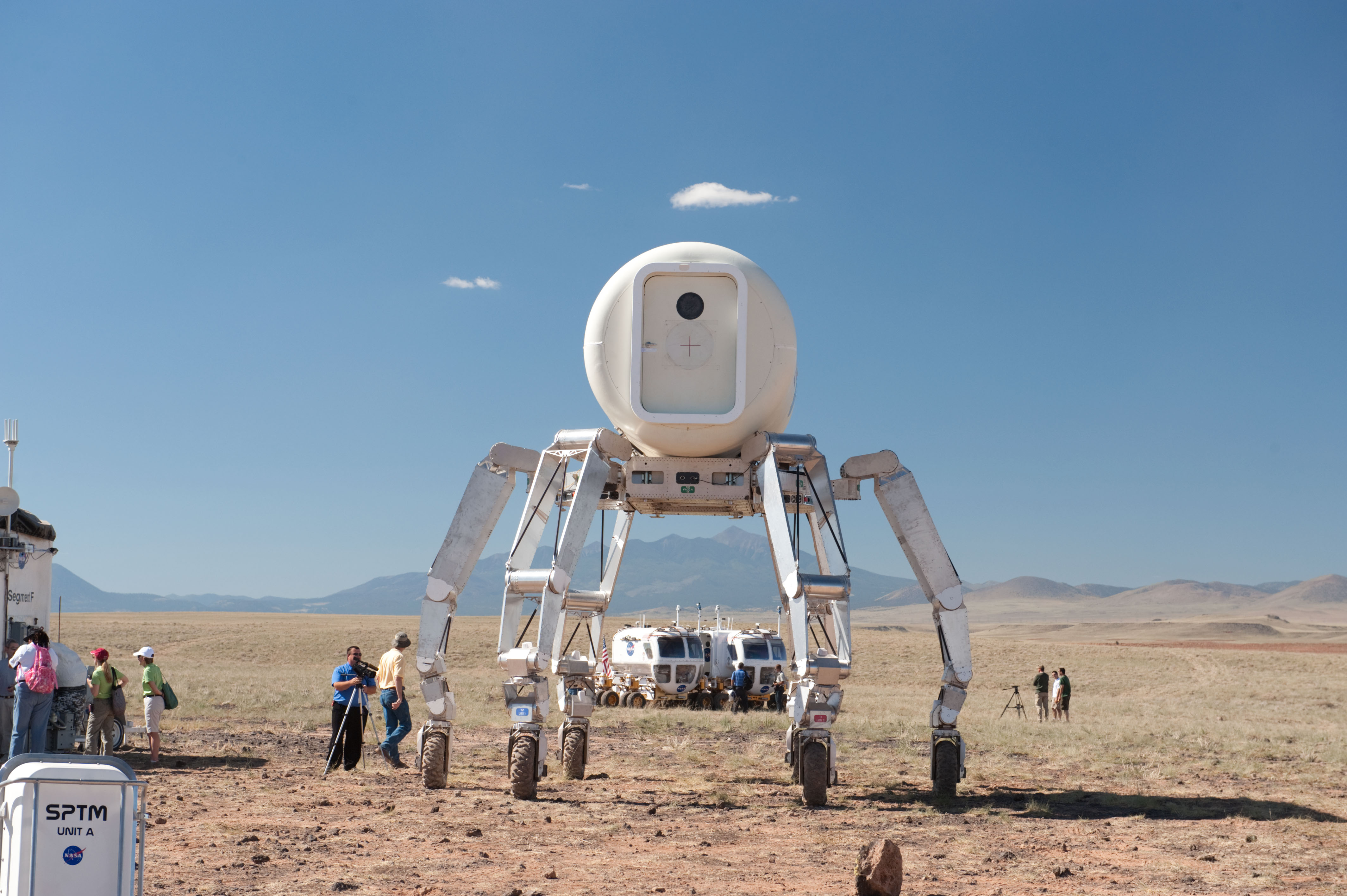
Tri-ATHLETE